# Budynek gimnazjum św. Marii Magdaleny we Wrocławiu
Budynek gimnazjum św. Marii Magdaleny – nieistniejący budynek szkolny dawnego Gimnazjum św. Marii Magdaleny przy ulicy Marii Magdaleny we Wrocławiu, autorstwa Carla Zimmermanna, będący – obok kamienicy Sachsów i Wzgórza Leibicha – najwybitniejszym w mieście przykładem architektury neorenesansu włoskiego.

## Historia szkoły

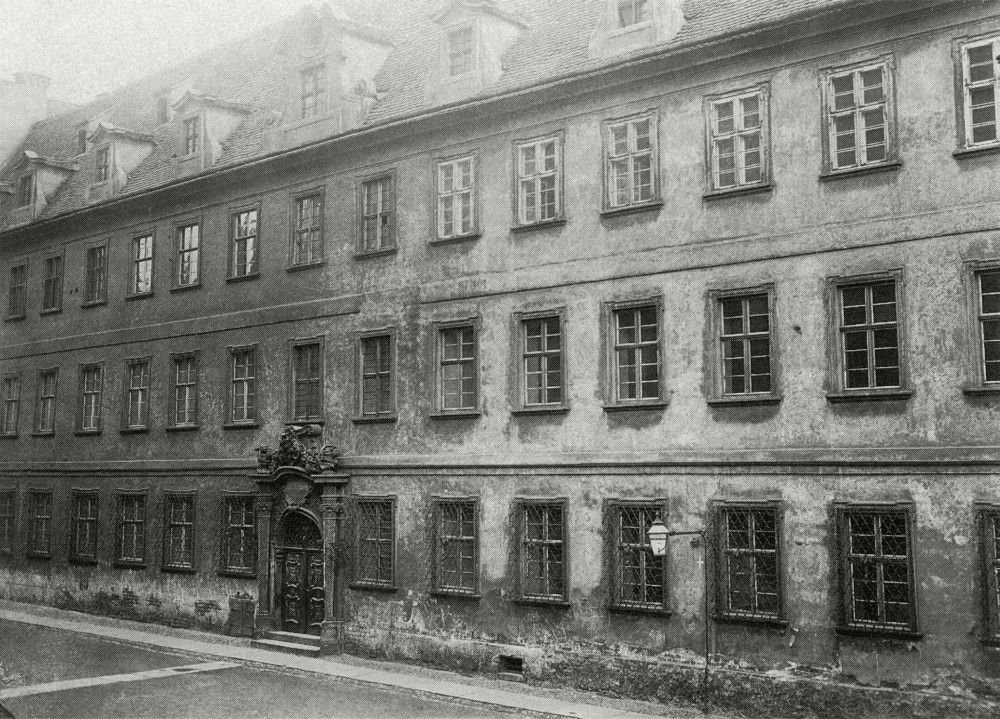
Pierwszy budynek gimnazjum projektu Christopha Hacknera, wyburzony w 1867 roku

Gimnazjum św. Marii Magdaleny było najstarszą miejską szkołą we Wrocławiu. Pierwsze wzmianki na jej temat pochodzą z 1267 roku. Pierwotnie znajdowała się na działce znajdującej się na północ od kościoła Marii Magdaleny, u zbiegu ulic dzisiejszych Wita Stwosza (Albrechtsgasse) i Łaciarskiej. Budynek był drewniany, dwukondygnacyjny: dwie sale lekcyjne dla młodszych uczniów znajdowały się w przyziemiu, a jedna sala dla starszych na parterze. Sale dla młodszych uczniów doświetlało jedenaście okien, sale na piętrze tylko dwa. Na I piętrze mieszkał również dyrektor szkoły i nauczyciele. W 1558 roku budynek został przebudowany lub odnowiony. Elewacja zewnętrzna została pomalowana i umieszczono na niej zegar słoneczny. Na ścianach sal lekcyjnych oraz na elewacji budynku umieszczono łacińskie sentencje. W 1643 roku, za sprawą ówczesnego dyrektora Heinricha Closiusa, podniesiono rangę szkoły do poziomu gimnazjum; od tego roku konkurowała ona z drugą uczelnią, gimnazjum św. Elżbiety, głównie „w popisach krasomówczych i inscenizacjach teatralnych”.
Na początku XVIII wieku szkoła otrzymała znaczną darowiznę od wrocławskiego kupca Johanna Kretschmera, co pomogło w zakupie i wybudowaniu nowej siedzimy szkoły. Do wybudowania nowej siedziby przyczyniły się również datki innych zamożnych mieszczan, m.in. Johanna Siegismunda Haunolda oraz fundusz Rady Miasta. W 1710 roku, w miejsce starych gotyckich zabudowań m.in. narożnikowej kamienicy Almosenhaus, wzniesiono nowy gmach szkolny, tym razem po przeciwnej stronie, na działce przylegającej do ulicy An der Magdalenenkirche (obecnie Marii Magdaleny) 1–3 i Schuhbrüke (obecnie ul. Szewska); od strony wschodniej budynek przylegał do ówczesnego domu parafialnego kościoła św. Marii Magdaleny. Projektantem barokowego budynku był Christoph Hackner. Budynek miał trzy kondygnacje i pokryty był stromym dachem z lukarnami. Elewacja frontowa, piętnastoosiowa, pozbawiona była wyraźnych akcentów dekoracyjnych za wyjątkiem barokowego portalu z inskrypcją fundacyjną; znajdowały się tam herby przewodniczącego rady wrocławskiej i cesarza, m.in. wymienieni byli radny Sigismund Johann von Haunold, rajca i poeta Christian Hofmann von Hofmannswaldau oraz szlachecki patron szkoły Johann Kretschmer. Pod herbem miasta znajdował się złoty napis „D.O.M.S Seminarium Eccleciae ac Reipublicae Decreto Senatus Wratislaviensis Cura Adiacentis S. Aedis Emolumentum Litterarum Incremuntum Urbis Ora-namentum E Vicina Huc Transplantatum A.O.R M.DCC.X.” (Zakładowa szkoła kościelna i państwowa, przeniesiona tu z sąsiedztwa na mocy postanowienia Senatu Wrocławia i poprzez opiekę zwierzchników sąsiedniego kościoła dla dobra bojaźni Bożej, dla krzewienia nauki i wzbogacenia miasta. AD 1710).
W nowej szkole znajdowały się sale wykładowe, mieszkanie rektora i dwa mieszkania dla profesorów. Inauguracja nowej szkoły miała miejsce 26 czerwca 1710 roku. Po zmianie statusu na szkołę realną w 1766 roku, wnętrza budynku doposażono o urządzenia o oprzyrządowanie matematyczne i fizyczne, stworzono gabinety przyrodnicze i geograficzne. Szkoła otrzymała w formie darowizny kolekcję obrazów, zbiory miedziorytów, medali i dzieł sztuki. W dawnym budynku szkolnym przy ul. Wita Stwosza urządzono tani pensjonat dla uczniów szkoły, który funkcjonował do 1791 roku.
Wraz z upływem kolejnych lat barokowy budynek był sukcesywnie powiększany. W połowie XIX wieku z powodu nadmiernej liczby uczniów był już przepełniony, a dalsza rozbudowa nie była opłacalna. W 1866 roku w gimnazjum uczyło się 1063 uczniów; część lekcji odbywała się w salach wynajętych w sąsiednich kamienicach. W 1862 roku sporządzone zostały dwa projekty nowego gmachu: pierwszy, neogotycki, autorstwa Karla Alberta Fritza Zastrau (absolwenta gimnazjum z 1851) nawiązywał do sąsiedniej zabudowy; drugi, autorstwa Juliusa von Roux i C. Holtzhausena, utrzymany był w stylu neorenesansowym. Ta druga koncepcja stylistyczna została przyjęta, choć oba projekty zostały odrzucone. W 1863 roku nowy projekt sporządził miejski radca budowlany Carl Zimmermann.
W 1863 roku zapadła decyzja o rozebraniu starego budynku i wzniesieniu na jego miejscu nowego gmachu szkolnego. W styczniu 1867 roku wyburzono starą szkołę, 7 lutego rada miejska zatwierdziła nowe plany, a 23 listopada położono kamień węgielny. Na czas budowy uczniowie zostali przeniesieni do nowo wybudowanego budynku gimnazjum św. Jana przy ulicy Worcella 3 (obecnie jest to siedziba Zespołu Szkół Ekonomicno-Administracyjnych). Pod koniec 1867 roku budynek nakryto dachem. Budowę szkoły zakończono w styczniu 1869 roku; otwarcie i przekazanie obiektu nastąpiło 12 października 1869 roku.
Największym mankamentem nowego wybudowanego gmachu był brak należnego oświetlenia, głównie w części parterowej. W 1892 roku z tego powodu powiększono okna, co zniszczyło pierwotny układ architektoniczny. Kolejne lata przyniosły wzrost uczniów i powrócił problem braku miejsc. Planowano rozbudować budynek o jedną kondygnację. Ostatecznie podjęto decyzję wybudowania nowej siedziby szkoły, poza centrum miasta, w willowej dzielnicy Szczytniki, przy ulicy Parkowej 18-26. W 1929 roku, po ukończeniu prac, stary budynek przekazano Zawodowej Szkole Handlowej. W latach 1932–1933 gmach szkoły poddany został gruntownemu remontowi. Budynek został zniszczony podczas działań wojennych w 1945 roku, a następnie rozebrany. W jego miejscu do 1998 roku znajdował się parking. W 1998 na miejsce parkingu wzniesiono Howell Complex, obecnie Dom Handlowy Magdalena.

## Opis architektoniczny budynku
Nowy budynek został wzniesiony na planie zbliżonym do litery "U". Był podzielony na dwie części: pierwszą we wschodniej części stanowił trzykondygnacyjny, pięcioosiowy segment z osobnym wejściem i klatką schodową oraz z reprezentacyjną aulą na najwyższym piętrze. Kondygnacja z aulą była wyższa w stosunku do wysokości kondygnacji w pozostałej części budynku, a jej północna ściana wypełniało pięć arkadowych okien. Pozostała część budynku była dziewięcioosiową bryłą od strony północnej i pięcioosiową od strony zachodniej (od strony ul. Szewskiej). Trzy kondygnacje, w całości boniowane, podzielone były horyzontalnymi gzymsami kordonowymi, a całość wieńczył silnie zaznaczony gzyms koronujący podparty na konsolach. Okna budynku osadzone były głęboko w licu budynku; na drugim piętrze zwieńczone były dodatkowo naczółkami z akroterionami, a okna trzeciej kondygnacji zwieńczone były prostymi gzymsami na kroksztynach. Od strony ulicy Szewskiej elewacja otrzymała w osi symetrii trójkondygnacyjny, dwuosiowy zdobiony arkadowy edykuł. Okna jego najwyższej kondygnacji zostały zamknięte pełnym łukiem. Główne wejście do budynku znajdowało się od strony ul. Marii Magdaleny, pośrodku gmachu, co miało zapewnić maksymalne bezpieczeństwo dla przybywających do szkoły uczniów.
Wewnętrzny układ budynku zaprojektowany był podobnie jak większość innych tego typu gmachów w tym okresie: od strony dziedzińca znajdowały się ciąg komunikacyjny, a od strony ulicy znajdowały się sale lekcyjne. Zadbano jednak, by od strony ruchliwej ulicy Szewskiej ulokować pomieszczenia, dla których większy hałas nie będzie stanowił utrudnienia; na trzech piętrach od tej strony umieszczono więc obszerne mieszkanie dyrektora, gabinet fizyczny, bibliotekę z salą rysunkową, pokój nauczycielski, pomieszczenia zapasowe i karcer oraz mieszkanie woźnego (na parterze). Prócz tego w szkole zaplanowano piętnaście klas, salę egzaminacyjną i gabinet fizyczny. Wnętrza sal były zaakcentowane pilastrami ozdobionymi szerokimi roślinnymi motywami. Najbardziej reprezentacyjna była aula z bogato dekorowanymi ścianami, pokryta kaskadowym stropem. Wnętrze całego budynku pokryte były neorenesansowymi formami, m.in. ozdobnymi boazeriami, fryzami o motywach roślinnych praz licznymi popiersiami we wnękach i postumentami.

## Biblioteka magdaleńska
W gmachu szkolnym wzniesionym w 1710 roku znajdowała się również biblioteka szkolna. Jej zasoby były gromadzone już od średniowiecza. Jednym z pierwszych głównych darczyńców biblioteki był wrocławski pastor i kolekcjoner Johanes Hess, który podarował szkole swoje zbiory. Za jego przykładem, wykładowcy szkolni ale i mieszczanie przekazywali swoje zbiory bibliotece. W 1601 roku powstał pierwszy inwentarz zgromadzonych książek. Wygląd biblioteki znany jest z miedziorytu autorstwa Dawida Tscherninga wykonanego w 1644 roku dla zilustrowania utworu opisującego bibliotekę autorstwa Christophorusa Colerusa (Christoph Köler, 1602-1658). Colerus był absolwentem i wieloletnim nauczycielem gimnazjum św. Elżbieta a również bibliotekarzem, poetą, historykiem i filologiem. Miedzioryt przedstawiał duże wnętrze lektorium nad którym górowało późnogotyckie sklepienie krzyżowo-żebrowe i z szeroką ławą czytelniczą. Zbiory biblioteczne od czytelników oddzielała bogato zdobiona balustrada na której umieszczone były pełnoplastyczne wizerunki tzw. Siedmiu Mędrców ze starożytnej Grecji będących patronem szkoły. Od lewej strony znajdowały się podobizny Kleobulosa z Lindos, Biasa z Prieny, Pittakosa z Mityleny, Periandera z Koryntu, Chilona ze Sparty, Solona Ateńczyka i Talesa z Miletu. We wnętrzu znajdowały się również osobne figury Kleobulosa z Lindos, Periandera i Chilona ze Sparty. Figury te znajdowały we wnętrzu biblioteki do 1888 roku a od 1908 znajdowały się w zbiorach Śląskiego Muzeum Przemysłu Artystycznego i Starożytności. Również i fragment balustrady z lektorium biblioteki znajdował się w magazynach muzeum ale nigdy nie były wyeksponowane. Do czasów obecnych zachowała się w zbirach wrocławskiego Muzeum Narodowego uszkodzona rzeźba Pittakosa z Mityleny. Autorem rzeźb był David Psolimara.
Miedzioryt Tscheringa był wielokrotnie powielany i stanowił inspirację dla innych artystów. W 1668 roku, widok Biblioteki św. Marii Magdaleny przedstawił Nikolaus Häublein; widok umieścił jako jedno z pięciu przedstawień architektury Wrocławia wokół widoku miasta od strony południowej.